# Ike White
Ike White (1945–2018) war ein US-amerikanischer Gitarrist, Sänger, Komponist und Multiinstrumentalist, der auch unter dem Pseudonym David Maestro bekannt wurde.

## Leben und Karriere
White wuchs in Chicago als Sohn zweier Musiker auf. Nach dem Tod seines Vaters schloss er sich einer Gang an und verübte eine Vielzahl von Raubüberfällen. Im Alter von 19 Jahren wurde White wegen der „vorgeblichen“ Ermordung des Verkäufers eines Lebensmittelgeschäftes bei einem Raubüberfall zu einer lebenslangen Haft verurteilt, die er zunächst in San Quentin und später im Tehachapi Gefängnis in San Luis Obispo, Kalifornien, verbüßte. Im Gefängnis begann er, Lieder zu komponieren und mit seinen Mithäftlingen zu musizieren. Aufgrund Whites musikalischer Begabung wurde ihm als Proberaum die Gaskammer des Gefängnisses zur Verfügung gestellt.
Der Musikproduzent Jerry Goldstein, der ihn in der Gefängnisband The San Quentin Prison Band hörte, bot ihm daraufhin die Chance, Musikaufnahmen zu machen. Goldstein glaubte, Ike White sei der nächste Jimi Hendrix. Er konnte den Gefängnisdirektor überreden, die Aufnahmen mit einem mobilen Aufnahmestudio in seinem Gefängnis zu erlauben. Dazu wurden neben den Instrumenten und der Aufnahmetechnik auch Backgroundsängerinnen in das Gefängnis gelassen. So entstand 1974 das Album Changin’ Times.
Goldstein meinte später: „Die Aufnahme besticht durch ihre Musikalität, durch die einprägsamen Melodien. Sie rühmt sich mit ausgefeilten Arrangements, Backing Vocals, üppigen Streichern und lebhaften Bläsern und zeigt keinerlei Anzeichen dafür, dass es in einem Hochsicherheitsgefängnis aufgenommen wurde.“ Goldstein meinte auch, dass White nicht gerade das Beste aus den Umständen gemacht hat, die sich zu seinen Gunsten entwickelt hatten: „Er war zur richtigen Zeit, am richtigen Ort – Aber hat leider nichts daraus gemacht!“
Durch die Veröffentlichung des Musikalbums zwei Jahre später konnte White sich einen Anwalt leisten, der seine Freilassung beantragte. Eine Kampagne initiiert von Stevie Wonder führte 1978 schließlich zur Freilassung von White. Die lebenslange Haftstrafe wurde aufgehoben. Noch im Gefängnis heiratete White Goldsteins Sekretärin Deborah. Für seine Zukunft als Musiker in Freiheit sah alles gut aus. Er nahm hohe Kredite bei Gläubigern auf, die er nicht zurückzahlen konnte. Um den Geldgebern zu entkommen, verschwand White nach seiner Freilassung für Jahre aus der Öffentlichkeit. Er lebte unter verschiedenen Pseudonymen in den USA, unter anderem als David White und als David Ontiveros, dem Geburtsnamen seiner Mutter und heiratete mehrmals neu. Die Ehen blieben nicht kinderlos.
Unter dem Pseudonym David Maestro arbeitete White in den letzten Jahren seines Lebens als kitschiger Allround-Entertainer. Doch seine Fähigkeit, verschiedene Instrumente, Formen und Stile zu spielen, die er alle gleich gut beherrschte, brachten ihm große Anerkennung und Lob ein. So wurde er oft als Gastmusiker für Musikaufnahmen gebucht.
2014 wurde der Dokumentarfilmer Daniel Vernon auf White und seine Geschichte aufmerksam und begann mit den Dreharbeiten zu einer Dokumentation über dessen Leben. Dazu überließ er Vernon ein umfangreiches Archiv über sein Lebenswerk.
Nach der Fertigstellung des Filmes im Jahr 2018 beging White aus ungeklärten Gründen Suizid. Seine Partnerin ermunterte Vernon, die Arbeit fortzuführen.
Der Film Changin’ Times of Ike White wurde erst 2020 veröffentlicht.
Das Album Changin’ Times gilt als ein Meilenstein der Soulmusik.

## Diskografie
Changin’ Times, LAX Records 1976, LP
Titelliste (alle Titel von Ike White komponiert)
|         | Titel              | Länge |
| ------- | ------------------ | ----- |
| A-Seite |                    |       |
| A1      | Changin’ Times     | 9:23  |
| A2      | Comin’ Home        | 3:54  |
| A3      | Antoinette         | 8:48  |
| B-Seite |                    |       |
| B1      | I Remember George  | 9:58  |
| B2      | Happy Face         | 5:12  |
| B3      | Love And Affection | 5:37  |
| Länge:  | Länge:             | 42:53 |

Besetzung
- Gitarre, Keyboards, Gesang – Ike White
- Bass – Doug Rauch
- Schlagzeug – Greg Errico
- Produzent – Jerry Goldstein

Veröffentlichung als David Maestro
- Ike White AKA David Maestro – Different Stages, 2020
- David Maestro – Love Songs (Lana's Choice Vol. 1), 2013, CD
- David Maestro – Love Songs 2, 2020, CD

Als Gastmusiker
- Eric Burdon & Jimmy Witherspoon – Guilty!,[5] 1971, LP
- Eric Burdon & Jimmy Witherspoon – Black & White Blues,[6] 1976, LP